# Akademiska Damkören Lyran

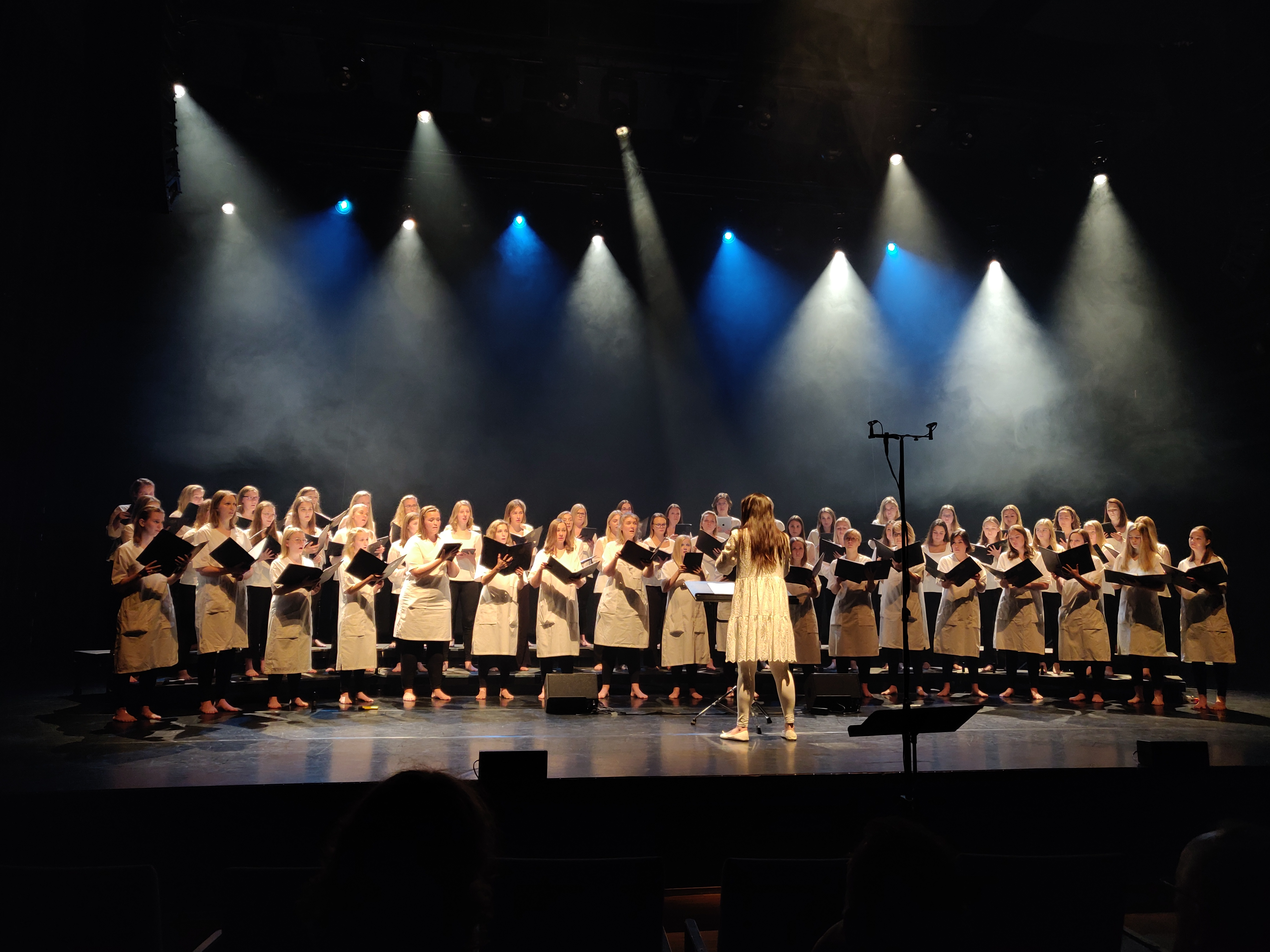
Akademiska Damkören Lyran under konserten "Epilog" hösten 2019.

Akademiska Damkören Lyran, oftast kallad Lyran, är en finlandssvensk damkör från Helsingfors i Finland. Kören har ett 60-tal aktiva medlemmar, flera av dem studerande vid olika högskolor i Helsingforsregionen. Kören är en av Helsingfors universitets musikkorporationer som övar i Gamla studenthuset i Helsingfors.

## Historik
Kören bildades år 1946 av en grupp kvinnliga studenter vid Nylands nation i Helsingfors, med Eja Tollet i spetsen. Gruppen expanderade så småningom, och när kapellmästare Henrik Christiernin tog över som dirigent år 1951 var de ett 40-tal.
Idag hör Lyran till Finlands främsta damkörer. Från 2009 till 2022 dirigeras kören av Jutta Seppinen (f. 1976), musices magister från Sibelius-Akademin, och hon ska följas av Riku Laurikka (f. 1994). Kören håller ett flertal konserter varje år, deltar i körtävlingar och gör turnéer. Kören har också gett ut flera skivor, och år 2001 valdes skivan Lust till årets körskiva av Finlands Körledarförening och Sulasol. Lyran uppför både profan och sakral musik i såväl gamla som moderna tongångar och anlitar gärna unga finländska kompositörer. Vid sidan av konsertrepertoaren har kören en stamrepertoar bestående av visor och evergreens.
År 1954 inleddes ett långvarigt samarbete med Akademiska Sångföreningen genom en gemensam konsert. Samarbetet utvidgades 1981 med en gemensam, årligen återkommande julkonsert.  Detta samarbete fortgår än idag, och de årliga julkonserterna i Johanneskyrkan har blivit en symbol för gemenskapen körerna emellan. Inför julen 2011 släppte de två körerna sin andra gemensamma skiva, Julen vi minns.
År 1967 bildade några tidigare medlemmar i kören föreningen Harpan, dels som en understödsförening för Lyran, men också för att kunna träffas och sjunga tillsammans och uppleva gamla minnen. Harpan har idag ett hundratal medlemmar.
Kören är nära knuten till Trondhjems Studentersangforening.

## Skivor
- Hennes röst (2019)
- Låt mig vara den jag är (2016)
- Julen vi minns (2011) (tillsammans med Akademiska Sångföreningen)
- Triumf (2007)
- Pärlor (2006)
- I Himmelen (2004)
- Lust (2001)
- Julstämning (1999) (tillsammans med Akademiska Sångföreningen)
- Bulgarisk Skärgårdsvals (1993)

## Ordförande
| År         | Namn                                     |
| ---------- | ---------------------------------------- |
| 1946-1948  | Britta Sjöblom                           |
| 1948–1953  | Maynie Sirén-Englund (Smolander)         |
| 1953–1956  | Ull-Britt Gustafsson-Pensar              |
| 1956–1957  | Viva Waddilove (Starck)                  |
| 1957–1961  | Ull-Britt Gustafsson-Pensar              |
| 1961–1962  | Barbara Helsingius(-Koski)               |
| 1962–1964  | Leila Dahlberg (Lindfors)                |
| 1964–1965  | Barbara Helsingius(-Koski)               |
| 1965–1968  | Märta Eriksson (Johnsson, fd. Grönlund)  |
| 1968–1970  | Harriet Sevelius (Salmelin               |
| 1970–1972  | Mona Söderström-Ahlqvist (fd. Tegengren) |
| 1972–1974  | Mona Ehrström-Tegengren (fd. Rosenlöf)   |
| 1974–1977  | Yvonne Thesleff (Pacius)                 |
| 1975–1975  | Mona Ehrström-Tegengren (fd. Rosenlöf)   |
| 1977–1979  | Eivor Hahnsson                           |
| 1979–1981  | Henrika Zilliacus (fd. Z-Tikkanen)       |
| 1981–1983  | Monica Udd                               |
| 1983–1985  | Kerstin Boström                          |
| 1985–1986  | Annika Nylund (Hongelin)                 |
| 1986–1987  | Maria Björklöf-Malin                     |
| 1987–1989  | Nina Lund (Pousár)                       |
| 1989–1989  | Nina Renlund (Hongell)                   |
| 1989v–1990 | Anna-Karin Mickwitz (Lindholm)           |
| 1990–1991  | Anna Bengelsdorff-Lindstedt              |
| 1991–1992  | Lise-Lotte Vaenerberg                    |
| 1992–1994  | Carin Lindeberg                          |
| 1994–1996  | Eeva Jaakonsalo (Sarvilinna)             |
| 1996–1998  | Livia Väresmaa (Thesleff)                |
| 1998–2000  | Victoria Mankki (Zilliacus)              |
| 2000–2002  | Johanna Welander (Karlsson)              |
| 2002–2003  | Petra Talvio                             |
| 2003–2005  | Anna-Charlotta Waselius (Thibblin)       |
| 2005–2007  | Sandra Forsell                           |
| 2008–2009  | Cecilia Wikman                           |
| 2010–2011  | Jennifer Hartman (Ljungqvist)            |
| 2012–2013  | Jenni Bergman                            |
| 2014       | Ronja Krohn (Nordlin)                    |
| 2015       | Sofia Kosonen                            |
| 2016–2017  | Mia Hertsberg                            |
| 2018–2019  | Sonja Saloranta                          |
| 2020       | Amanda Stenius                           |
| 2021       | Christina Nyman (Öström)                 |
| 2022       | Charlotta Palm                           |
| 2023-2024  | Annica Tallqvist                         |